# Élections législatives israéliennes de 1951
Les élections législatives pour la deuxième Knesset ont eu lieu en Israël de manière anticipée le 30 juillet 1951. Le taux de participation fut de 74,3 %. Le seuil électoral est de 1 %.

## Résultats
| Parti                                         | Voix    | %      | Sièges en début de session | Sièges en fin de session |
| --------------------------------------------- | ------- | ------ | -------------------------- | ------------------------ |
| Mapaï                                         | 256 456 | 37,3 % | 45                         | 47                       |
| Sionistes généraux                            | 111 394 | 16,2 % | 20                         | 22                       |
| Mapam                                         | 86 095  | 12,5 % | 15                         | 7                        |
| Hapoel Hamizrahi                              | 46 347  | 6,8 %  | 8                          | 8                        |
| Hérout                                        | 45 651  | 6,6 %  | 8                          | 8                        |
| Maki                                          | 27 334  | 4,0 %  | 5                          | 7                        |
| Parti progressiste                            | 22 171  | 3,2 %  | 4                          | 4                        |
| Liste démocratique pour les Arabes israéliens | 16 370  | 2,0 %  | 3                          | 3                        |
| Agoudat Israel                                | 13 799  | 2,0 %  | 3                          | 3                        |
| Communautés séfarades et orientales           | 12 002  | 1,8 %  | 2                          | 0                        |
| Poale Agoudat Israel                          | 11 194  | 1,6 %  | 2                          | 2                        |
| Mizrahi                                       | 10 383  | 1,5 %  | 2                          | 2                        |
| Progrès et Travail                            | 8 067   | 1,2 %  | 1                          | 1                        |
| Association yéménite                          | 7 965   | 1,2 %  | 1                          | 1                        |
| Agriculture et Développement                  | 7 851   | 1,1 %  | 1                          | 1                        |
| Partis éliminés                               | 4 413   | 0,6 %  | -                          | -                        |
| Nombre total de voix valables                 | 687 492 | 100 %  | 120                        | 120                      |
|                                               |         |        |                            |                          |
| Akhdut HaAvoda - Poale Zion                   | -       | -      | 0                          | 4                        |
| Faction de gauche                             | -       | -      | 0                          | 0                        |
| Faction indépendante de l'Akhdut HaAvoda      | -       | -      | 0                          | 0                        |